# Рейчел Брайс
Рейчел Брайс (англ. Rachel Brice, 15 червня 1972) — американська танцюристка, перформерка та хореографка. Професійно виконувала танець живота в стилі «Американський трайбл» (American Tribal Style Belly Dance), що походить від танцю живота.

## Біографія
Народилася 15 червня 1972 року в Сіетлі, штат Вашингтон, і закінчила Державний університет Сан-Франциско. Навчилася йоги та танцю живота у 17 років. Відкрила для себе світ танцю, спостерігаючи за виступом Hahbi'Ru на ярмарку Renaissance у Північній Кароліні в 1988 році, і навчилася танцю живота в Атеша (Atesh), директора Atesh Dance Troupe. Вона деякий час займалася йогою, перш ніж викладати йогу в 1996 році за допомогою свого інструктора з йоги Еріха Шиффмана.
Вона танцює з 1999 року, а на початку 2000-х ходила на уроки танцю живота у Кароліни Неріччіо та Джил Паркер. Її найняв продюсер звукозапису Майлз Коупленд III у 2001 році, вона виступала та гастролювала з Bellydance Superstars, професійною компанією танцю живота, заснованою в Сан-Франциско, штат Каліфорнія, у 2002 році. Вона також створила освітні та виконавські DVD-диски з танцем живота та випустила серію музичних компакт-дисків, що містять пісні, використані у виконанні.
У 2003 році вона заснувала The Indigo Belly Dance Company, танцювальну компанію, що спеціалізується на танці живота, у Сан-Франциско, і виконала American Tribal Style Belly Dance, що походить від стилю танцю живота. Крім того, він випустив навчальні відео, присвячені йозі та танцю живота, під час проведення майстер-класів у Сполучених Штатах, Європі, Азії та Австралії. Вона також заснувала Studio Datura в Портленді, штат Орегон, і запустила програму підходу до танцю живота 8 Elements. У 2012 році вона заснувала Datura Online, онлайн-студію лекцій з йоги та танцю живота.

## Список робіт

### Відео виступу
- Bellydance Superstars Live in Paris: Folies Bergere
- Bellydance Superstars Solos in Monte Carlo
- Bellydance Superstars

### Навчальне відео
- Tribal Fusion: Yoga, Isolations and Drills a Practice Companion with Rachel Brice
- Rachel Brice: Belly Dance Arms and Posture
- Serpentine: Belly Dance with Rachel Brice (DVD, відео)